# Landkreis Lüneburg
Landkreis Lüneburg är ett distrikt (Landkreis) i det tyska förbundslandet Niedersachsen.

## Administrativ indelning
I förvaltningsrättslig mening finns i modern tid ingen skillnad mellan begreppet Stadt (stad) gentemot Gemeinde (kommun). 

### Einheitsgemeinden
| - Adendorf | - Amt Neuhaus | - Bleckede | - Lüneburg (stad) |

### Samtgemeinde
| - Samtgemeinde Amelinghausen - Samtgemeinde Bardowick | - Samtgemeinde Dahlenburg - Samtgemeinde Gellersen | - Samtgemeinde Ilmenau - Samtgemeinde Ostheide | - Samtgemeinde Scharnebeck |